# Inconscience (film)
Pour plus de détails, voir Fiche technique et Distribution.
Inconscience (Her Husband's Trademark) est un drame réalisé par Sam Wood, sorti en 1922. 

## Synopsis
Les Berkeley occupent une place importante dans la société new-yorkaise, avec James, un homme qui bluffe sur la richesse, utilisant la célèbre beauté de sa nouvelle épouse Lois pour faire avancer ses intérêts commerciaux en obtenant des prêts et d'autres faveurs des capitalistes. Dans la richesse soudaine acquise de son ancien copain d'université Allan Franklyn, qui est absent au Mexique depuis quelques années, James voit sa grande opportunité. 
Les trois vont au Mexique où la capture prévue Allan démontre son amour pour Lois. Lorsqu'elle apprend que James l'utilise uniquement pour son propre gain financier, elle déclare ouvertement son affection pour Allan. Un bandit attaque l'hacienda et poursuit Lois. Son mari est tué en s'échappant et Allan, l'homme qu'elle aime, la porte à travers le fleuve Rio Grande vers la sécurité et la perspective du bonheur.

## Fiche technique
- Titre original : Her Husband's Trademark
- Titre français : Inconscience
- Réalisation : Sam Wood
- Scénario : Lorna Moon d'après une histoire de Clara Beranger
- Production : Jesse L. Lasky
- Société de production : Famous Players-Lasky Corporation
- Distribution : Paramount Pictures
- Photographie : Alfred Gilks
- Pays d'origine : États-Unis
- Format : Noir et blanc - Son : Muet
- Genre : Drame
- Durée :
- Dates de sortie :
  - États-Unis : 19 février 1922[1]
  - France : 28 décembre 1923[2]

## Distribution
- Gloria Swanson : Lois Miller
- Richard Wayne : Allan Franklyn
- Stuart Holmes : James Berkeley
- Lucien Littlefield : Slithy Winters
- Charles Ogle : Père Berlekey
- Edythe Chapman : Mère Berkeley
- Clarence Burton : Bandit mexicain
- James Neill : Henry Strom